# Pelle Henricsson
Pelle Henricsson, född 1955, är en svensk musikproducent, ägare av Tonteknik Studios i Umeå. Henricsson började sin producentkarriär under företagsnamnet Same Shit Different Smell 1978. 1993 bytte företaget namn till Tonteknik Recording AB.
Henricsson har producerat ett flertal svenska och utländska musikgrupper, däribland Refuseds The Shape of Punk to Come (1998) och skivor av  In Flames, Him Kerosene, Hell Is for Heroes, Kpist, Starmarket och Breach.
Han har även medverkat som musiker (tamburin och slagverk) på flera produktioner. 1994 sjöng han på Urban Turbans självbetitlade debutalbum och 2006 på Dukes of Windsors The Others.

### Fotnoter
1. ↑  ”Pelle Henricsson”. Linkedin.com. Arkiverad från originalet den 13 juli 2012. https://archive.is/20120713222523/http://se.linkedin.com/pub/pelle-henricsson/1a/552/97b. Läst 10 maj 2012.
2. 1 2  ”Pelle Henricsson”. Discogs.com. http://www.discogs.com/artist/Pelle+Henricsson. Läst 10 maj 2012.